# Émilie Gomis
Émilie Gomis, (nascuda el 18 d'octubre de 1983 a Ziguinchor, Senegal) és una jugadora de bàsquet francesa. Competint amb França, va guanyar una medalla de plata als Jocs Olímpics d'estiu de 2012.